# Stichaster
Stichaster is een geslacht van zeesterren, en het typegeslacht van de familie Stichasteridae.

## Soorten
- Stichaster australis (Verrill, 1871)
- Stichaster striatus Müller & Troschel, 1840